# Friedrich Melchior von Grimm
Il barone Friedrich Melchior von Grimm (Ratisbona, 26 dicembre 1723 – Gotha, 19 dicembre 1807) è stato uno scrittore tedesco.
Dopo i suoi studi a Lipsia, nel 1749 si recò in Francia al seguito del conte di Friese, di cui fu segretario a Parigi, e divenne poi incaricato d'affari del governo di Francoforte a Parigi. 
Sostenitore della musica operistica italiana, attivo nella vita musicale parigina; amico di Denis Diderot, per un periodo di Rousseau, e di Voltaire, collaborò con gli enciclopedisti e succedette all'abate Rayal alla redazione della Correspondance littéraire, philosophique et critique destinata ad informare le corti tedesche e russa sulla vita parigina (pubblicate poi tra 1812 ed il 1813). 
Amico e amante di Louise d'Épinay, ospitò Mozart a Parigi. Fu con il compositore di Vienna dapprima in ottimi rapporti ed ebbe azioni di protezionismo nei suoi confronti, aiutandolo anche in situazioni di sconforto. Gli fu ad esempio vicino durante la malattia, seguita dalla precoce morte, della madre Anna Maria Pertl. Ma Mozart era una presenza troppo ingombrante, non solo dal punto di vista artistico, e ciò porto lo stesso Barone ad intimare al compositore di lasciare Parigi alla volta di Strasburgo, finanziandogli parzialmente le spese.
Nel 1792, durante la rivoluzione francese, lasciò definitivamente Parigi e ritornò in Germania, dove visse anche in povertà venendo anche soccorso finanziariamente da Caterina II. Morì nel 1807.